# Aeroméxico-Flug 229
Auf dem Aeroméxico-Flug 229 (Flugnummer IATA: AM229, ICAO: AMX229, Funkrufzeichen: AEROMEXICO 229) verunglückte am 20. Juli 1973 eine Douglas DC-9-15 der Aeroméxico, mit der ein Inlandslinienflug von Monterrey nach Puerto Vallarta durchgeführt werden sollte, 32 Kilometer südsüdöstlich des Zielflughafens. Bei dem Unfall starben alle 27 Insassen.

## Maschine
Bei der betroffenen Maschine handelte es sich um eine Douglas DC-9-15, die im Werk von McDonnell Douglas in Long Beach im Bundesstaat Kalifornien endmontiert wurde. Das Flugzeug trug die Werknummer 47100, es handelte sich um die 153. Douglas DC-9 aus laufender Produktion. Das Roll-out der Maschine erfolgte am 30. Juni 1967, am 25. August 1967 wurde die Maschine an die  Aeronaves de México ausgeliefert, bei der sie mit dem Luftfahrzeugkennzeichen XA-SOC und dem Taufnamen Coahuila in Betrieb ging. Mit der Umbenennung der Fluggesellschaft in Aeroméxico ging die Maschine im April 1972 formal bei der neuen Eigentümerin in Betrieb. Das zweistrahlige Schmalrumpfflugzeug war mit zwei Turbofantriebwerken des Typs Pratt & Whitney JT8D-7A ausgestattet.

## Passagiere und Besatzung
Den Flug auf dem Flugabschnitt von Monterrey nach Puerto Vallarta hatten 22 Passagiere angetreten. Es befand sich eine fünfköpfige Besatzung an Bord. 

## Unfallhergang
Die in Houston gestartete und in Monterrey zwischengelandete Maschine befand sich im nächtlichen Anflug auf die Landebahn 04 des Flughafens Puerto Vallarta, als sie um 22:47 Uhr Ortszeit bei Dunkelheit in die Flanke des Berges Las Minas geflogen wurde. Bei dem Unfall starben alle 22 Passagiere und fünf Besatzungsmitglieder an Bord der Maschine.

## Ursache
Die Unfalluntersuchung ergab, dass der Flugkapitän während des Sinkprofils die Fluggeschwindigkeit der Maschine nicht reduziert hatte.